# Зацепление Новикова
Зацепление Новикова, круговинтовое зацепление, передача Новикова — механическая передача, альтернативный эвольвентному тип зацепления, предложенный советским инженером М. Л. Новиковым в 1954 году для зубчатых передач.
Зубья колёс в торцевом сечении очерчены окружностями близких радиусов. Площадка контакта зубьев перемещается не по профилю зуба, как в прямозубом эвольвентном зацеплении, а вдоль него. Угол давления и скорость перемещения не изменяется.
Различают два вида зацеплений Новикова:
- с одной линией зацепления (ОЛЗ) заполюсные или дополюсные.
- с двумя линиями зацепления (ДЛЗ) дозаполюсные.

## Преимущества и недостатки зацепления Новикова перед эвольвентным зацеплением
Преимущества
- Более высокая нагрузочная способность по контактным напряжениям и напряжениям изгиба (в 1,5…1,7 раз).
- Меньший уровень шума[1]. В статье «Зацепление Новикова: реальные возможности» указан больший уровень шума.
- Более высокие передаточные числа[1].
- Передача менее чувствительна к перекосам зубчатых колёс вследствие точечного контакта зубьев[1].

Недостатки
- Зацепление Новикова очень чувствительно к изменению межосевого расстояния, следовательно требует более высокой точности установки колёс, более высокой жёсткости валов и их опоры;
- В передачах с ОЛЗ требуется разный инструмент для нарезания зубьев колеса и шестерни, так как они имеют разный профиль.

## Применение
В России наиболее известным примером применения зацепления Новикова являются тяговые редукторы трамваев Усть-Катавского вагоностроительного завода начиная с КТМ-5М3. Благодаря более высокой нагрузочной способности и высокому передаточному числу удалось создать одноступенчатый редуктор, тогда как у конкурирующих вагонов того времени (Татра Т3, РВЗ-6) он был двухступенчатый.